# Cratere Dejnev
Dejnev  è un cratere sulla superficie di Marte.